# Henna Goudzand Nahar
Henna Goudzand Nahar, eigenlijk Henna Goudzand (Paramaribo, 28 december 1953), is een Surinaams schrijfster. Zij schreef ook onder de namen Amber en Amber Nahar.

## Leven
Henna Goudzand werkte als docente Nederlands in Paramaribo en – sinds ze in 1989 naar Nederland trok – in Amsterdam. In 2020 ging zij met pensioen.

## Literair werk
Goudzand publiceerde verhalen in het Surinaamse vrouwentijdschrift Brasa, in Preludium (1988), De Gids (1990), De Groene Amsterdammer (1992), en in de bloemlezingen Verhalen van Surinaamse schrijvers (1989), Hoor die tori! (1990), Sirito (1993) en Mama Sranan; 200 jaar Surinaamse verhaalkunst (1999). Zij schreef de jeugdboeken Op zoek naar een vriend (1994), De Bonistraat (1996), Toch nog gelukkig (1996; samen met Baptista van Laerhoven), en De stem van Bever (2007; illustraties van Jeska Verstegen), Lang Leve Olifant (2009), De vrolijkste verjaardag van Sinterklaas (2013). Recensies schreef zij voor De Ware Tijd Literair, Oso en de blogspot Caraïbisch Uitzicht.
In 2005 verscheen haar eerste roman: Hele dagen in de regen. Het boek thematiseert postkoloniale etnische en religieuze cultuurconflicten tegen het decor van de jaren van het militaire régime in Suriname. Klaarblijkelijk stond het grensplaatsje Albina model voor de plaats van handeling. Een tweede roman te weten Over het zoute water verscheen in 2015, hij speelt zich af in de periode van slavernij.
Samen met Michiel van Kempen bezorgde zij ook in de reeks Tekst in context (Nr. 14, Amsterdam University Press 2019) een editie van de eerste Surinaams-Nederlandse slavernijroman, De stille plantage van Albert Helman. In dezelfde reeks volgde Nr. 16 over Anton de Kom, Wij slaven van Suriname (Amsterdam University Press 2022).
Henna Goudzand Nahar werkt als freelance journaliste voor diverse bladen. Zo schreef ze voor Beauty Expressions en werkt ze mee aan Oer Digitaal Vrouwenblad.

## Prijzen
- In 2022 won zij een Bronzen Griffel en, samen met de illustrator Hedy Tjin, de eervolle vermelding van de Jenny Smelik IBBY-prijs voor haar boek Op de rug van Bigi Kayman (Querido, 2021).
- In 2024 won ze de Jonge Beckmanprijs met Suikerland.[1]

## Over Henna Goudzand Nahar
- Michiel van Kempen, Een geschiedenis van de Surinaamse literatuur. Breda: De Geus, 2003, deel II, pp. 1191.